# Список бестселерів «Нью-Йорк таймс»
Спи́сок бестсе́лерів «Нью-Йорк таймс» (англ. The New York Times Best Seller list) — рейтинг найбільш продаваних у США книг (бестселерів), список яких із 1931 року щотижнево складає і публікує видання «Нью-Йорк таймс». Від 2011 року газета започаткувала також рейтинг бестселерів серед електронних книг.

## Історія рейтингу
У 1931 році редакція «Нью-Йорк таймс» оприлюднила список із дев'яти книг, які протягом тижня користувалися в Нью-Йорку найбільшим попитом. Рейтинг книг зацікавив читачів газети, відтак редактори почали складати нові списки, які ґрунтувалися на результатах продажів художньої літератури в різних містах Америки. Перший загальнонаціональний рейтинг опублікований 9 квітня 1942 року. Згодом автори відійшли від регіональних списків бестселерів, натомість залишився єдиний рейтинг книг у США, який ґрунтувався на даних зі звітів продажів у 22 містах країни.

## Критика списку
Незважаючи на те, що кількість продажів, начебто, однозначний критерій, представники книжкової індустрії, видавці та самі автори і журналісти неодноразово критикували «Нью-Йорк таймс» за «неправильне розуміння поняття бестселер» та «кричущу необ'єктивність».
Рейтинг звинувачують у надто короткому часі (тиждень) для аналізу видавничого успіху, у неправильному підрахунку кількості проданих у роздріб книг, у нав'язуванні думки, що книги зі списку, — найкраща література для читання тощо.
Показовим є випадок із «Долиною ляльок» Жаклін Сюзанн (англ. Jacqueline Susann, 1918—1974): авторка забезпечила собі місце у списку, просто придбавши велику кількість примірників власної книги; згодом її приклад наслідували ще кілька авторів та видань.